# Мидгар
Мидгар (яп. ミッドガル, Миддогару, англ. Midgar) — вымышленный город из медиафраншизы Final Fantasy, впервые появившийся в японской ролевой игре Final Fantasy VII 1997 года. Представляет собой густонаселённый мегаполис, построенный и контролируемый представителями энергетической мегакорпорации «Син-Ра» (яп. 神羅電気動力株式会社 Синра Дэнки До:рёку Кабусики-гайся). Город функционирует на электричестве, которое вырабатывают реакторы, добывающие энергию мако (魔晄, магический свет) — обработанную форму жизненной энергии Планеты «Поток жизни». Действия «Син-Ра» приводят к истощению Планеты, на которой разворачиваются события оригинальной игры и сопутствующих проектов «Компиляции Final Fantasy VII», что, в свою очередь, создаёт угрозу существования всей жизни на ней. В спин-оффах FFVII появляется город Эдж (яп. エッジ Эдзи), построенный на остатках Мидгара.
Мидгар занимает важное место в постиндустриальном научно-фантастическом мире Final Fantasy VII и появляется в большинстве проектов «Компиляции», в частности выступает основным местом действия в Final Fantasy VII Remake. Мегаполис считается одним из наиболее примечательных элементов FFVII: критики и фанаты игры высоко оценили город за эстетику киберпанка и антиутопический сеттинг. На примере Мидгара они рассматривали поднятые в Final Fantasy VII проблемы — классовую борьбу и защиту окружающей среды.

## Создание
По изначальной задумке разработчиков Square действие Final Fantasy VII должно было разворачиваться в альтернативной версии Нью-Йорка, однако, в конечном итоге, они приняли решение перенести сюжет в вымышленный город Мидгар. Арт-директор FFVII Юсукэ Наора придумал многие локации игры. Вопреки распространённому мнению, что на стимпанковскую эстетику Мидгара повлияли такие произведения как научно-фантастический фильм «Бегущий по лезвию», Наора заявил, что проектировал Мидгар по образу разрезанной пиццы, каждый кусок которой символизировал тот или иной сектор города. К пицце отсылают и другие внутриигровые элементы: имя мэра Мидгара Домино и музыкальная тема «Underneath the Rotting Pizza», которая играет на различных уровнях города. Название мегаполиса созвучно с Мидгардом из скандинавской мифологией.
В Final Fantasy VII Remake Мидгару уделено особое внимание, так как город является наиболее узнаваемым элементом вымышленной вселенной. Разработчикам пришлось проектировать Мидгар с нуля, так как в процессе преобразования двухмерных фонов из оригинальной игры в трёхмерные они выявили множество «структурных противоречий». После утверждения первоначального дизайна Мидгара представители Square Enix приступили к планировке города. Руководствуясь желанием сделать Мидгар более крупным и густонаселённым мегаполисом, чем в оригинальный игре, разработчики принимали во внимание принцип его функционирования и прибегали только к осмысленным изменениям. Они стремились показать городскую среду реалистичной и скорректировать масштаб магаполиса исходя из расстояния между зданиями. Разработчики отразили в достопримечательностях, локациях и городских атрибутах Мидгара особенности различных видов архитектуры со всего мира: например, автобусные знаки Мидгара напоминали свои аналоги из Нью-Йорка. Продюсер Remake Ёсинори Китасэ отметил, что арт-дизайнеры игры хотели показать эстетику Мидгара с помощью обилия цветов и разнообразной архитектуры, а также освещения и фильтра, которые подчеркивали уникальность игрового мира. Разработчики не стремились сделать город «фотореалистичным», так как тот должен был вписываться в научно-фантастический сеттинг игры.
Разработчики Remake хотели познакомить игроков с особенностями Мидгара и его культурой путём демонстрации жизни простых жителей города; для этого они расширили роли ранее второстепенных персонажей. Оригинальная игра начинается с миссии протагониста Клауда Страйфа и членов экотеррористической группы «ЛАВИНА» по уничтожению мако-реактора, в то время как в Remake перед ней демонстрируется жизнедеятельность обитателей мегаполиса. Создатели проекта считали, игроки не смогли бы проникнуться последствиями разрушения мако-реактора, не увидев жизнь жителей города до взрыва. По задумке разработчиков, наблюдая за страданиями мирных граждан игроки должны были усомниться в правильности действий членов «ЛАВИНЫ», вне зависимости от того, насколько благой была их цель.
Руководитель разработки игры Тэцуя Номура признал, что изначально его беспокоил масштаб Remake, однако он не видел проблемы в расширении роли Мидгара в повествовании; в оригинальной игре на прохождение этого сегмента требовалось около семи часов. По мнению Номуры, Remake был столь же полноценной игрой, что и FFVII за счёт большого количества передвижений по трёхмерной карте Мидгара и сюжетным дополнениям. По словам сценариста Remake Кадзусигэ Нодзимы, за счёт расширения продолжительности Мидгаровской кампании он смог добавить в повествование большое количество запланированных сюжетных линий.

## История и особенности
Мидгар расположен в мире, который персонажи игры называют «Планетой», хотя в некоторых рекламных материалах Square Enix он упоминается как «Гайя». Мегаполис был основан в далёком прошлом, в результате объединения нескольких небольших независимых городов. Различные поселения расселились по секторам и со временем утратили свои культурные особенности. Мидгаром управляет руководство электроэнергетической компании «Син-Ра», представители которой подпитывают город с помощью своих мако-реакторов. Мегаполис состоит из двух частей: надземной плиты, расположенной на центральной колонне и поддерживаемой несколькими меньшими колоннами, и сети трущоб под плитой. В верхней части города расположены офисные здания, театры, бары и многочисленные жилые дома. Сама плита разделена на восемь секторов, отделённых друг от друга стенами. Внутри каждого сектора есть один мако-реактор. Город достиг процветания благодаря обилию энергии мако в окрестностях, но из-за большого скопления реакторов в нём практически отсутствует растительность. Люди добираются до работы на пригородном железнодорожном транспорте. Власти уделяют большое внимание безопасности города с помощью системы правоохранительных органов. Под плитой подвешена сеть технического обслуживания. Многие граждане живут в трущобах под секциями плиты. 
В какой-то момент власти Мидгара вступили в войну с народом Вутай. «Син-Ра» начала массовое производство особого оружия под названием «материя», которое представляет собой небольшие сферы с кристаллизованной энергией мако и наделяет своего владельца магическими способностями. Также представители корпорации снабжали им членов своего военизированного подразделения «СОЛДАТ», являющихся генетически усовершенствованными людьми. Благодаря этим активам «Син-Ра» одержала победу в войне, а Мидгар стал центром сосредоточения власти компании. В прошлом «Син-Ра» финансировала программу освоения космоса, но после войны с Вутаем и открытия рентабельной мако руководство корпорации отдало приоритет изучению и добыче обработанной формы «Потока жизни» и приостановило космические исследования.

### Структура города
В Final Fantasy VII и проектах «Компиляции» персонажи посещают несколько секторов Мидгара:
- В трущобах Сектора 5 находится дом Айрис Гейнсборо и её приёмной матери Эльмиры Гейнсборо. Заброшенная церковь, за которой присматривает Айрис, и территория, примыкающая к дому Эльмиры — одни из немногих локаций в городе, где сохранилась растительность[5][19].
- Трущобы Сектора 6 представляют собой разрушенный проход между Секторами 5 и 7. Наиболее густонаселённым районом Сектора 6 является Рынок у стены[5]. Также в нём расположены публичный дом Медовая фантазия и особняк развратного дона Корнео[20].
- В трущобах Сектора 7 расположена штаб-квартира «ЛАВИНЫ», члены которой заседают в баре под названием «Седьмое небо», управляемом Тифой Локхарт[5]. В трущобах Сектора 7 находится кладбище поездов — тёмное и опасное место с разбитыми поездами, напоминающее лабиринт[21].
- В Секторе 0 построена штаб-квартира «Син-Ра», массивное здание, расположенное в центральной колонне верхней плиты, по совместительству являющееся самым высоким сооружением в Мидгаре. Сотрудники «Син-Ра» контролируют всю инфраструктуру Мидгара, от СМИ до реакторов, подпитывающих мегаполис[5].

## Появления
| 1997 | Final Fantasy VII                      |
| 1998 |                                        |
| 1999 |                                        |
| 2000 |                                        |
| 2001 |                                        |
| 2002 |                                        |
| 2003 |                                        |
| 2004 | Before Crisis: Final Fantasy VII       |
| 2005 |                                        |
| 2006 | Dirge of Cerberus: Final Fantasy VII   |
| 2007 | Crisis Core: Final Fantasy VII         |
| 2008 |                                        |
| 2009 |                                        |
| 2010 |                                        |
| 2011 |                                        |
| 2012 |                                        |
| 2013 |                                        |
| 2014 | Final Fantasy VII G-Bike               |
| 2015 |                                        |
| 2016 |                                        |
| 2017 |                                        |
| 2018 |                                        |
| 2019 |                                        |
| 2020 | Final Fantasy VII Remake               |
| 2021 |                                        |
| 2022 | Crisis Core: Final Fantasy VII Reunion |
| 2023 | Final Fantasy VII: Ever Crisis         |

### Final Fantasy VII
События вступительной части Final Fantasy VII разворачивается в Мидгаре. Экотеррористическая группа «ЛАВИНА» нанимает Клауда Страйфа для выведения из строя двух мако-реакторов «Син-Ра». В отместку тайные оперативники компании Турки разрушают колонну, удерживающую секцию верхней плиты над трущобами Сектора 7. Это приводит к обрушению плиты на трущобы и гибели большого количества мирных жителей. Руководство «Син-Ра», которое рассчитывало похоронить членов «ЛАВИНЫ» под обломками плиты, возлагает ответственность за инцидент на экотеррористов, чтобы настроить население против повстанцев.
Захватив группу Клауда во время нападения на штаб-квартиру компании, президент Синра раскрывает своё желание найти Землю Обетованную и построить на ней «Нео-Мидгар». По словам президента, на этой земле находится так много мако, что для её добычи не потребуются реакторы, а прибыль компании возрастёт до невиданных масштабов.
Некоторое время спустя, «Син-Ра» перевозит с военной базы Джунона в Мидгар большую пушку, функционирующую на энергии мако. Представители компании перестраивают её в супероружие под названием «Сестра Рэй», функционирующую на выкаченной восемью реакторами энергии мако. С её помощью «Син-Ра» намеревается разрушить энергетический барьер, который возвёл Сефирот, чтобы обеспечить себе неприкосновенность в Северном кратере после сотворения смертельного для Планеты заклинания под названием «Метеор». План «Син-Ра» срабатывает, однако, незадолго до выстрела «Сестры Рэй», порождённое Планетой Алмазное ОРУЖИЕ осуществляет ответный выстрел, разрушающий часть районов Мидгара и верхние этажи штаб-квартиры «Син-Ра». В это же время в город проникает группа Клауда и побеждает остатки «Син-Ра», а также выводит из строя «Сестру Рэй», угрожающую существованию всего города из-за перегрузки энергии, спровоцированной главой Научного департамента «Син-Ра» профессором Ходзё.
В заключительной кат-сцене «Метеор» практически достигает Мидгара, однако его уничтожают заклинание Айрис «Святость» и «Поток жизни» Планеты. В сцене после титров, действие которой происходит через пятьсот лет после вызванного Сефиротом кризиса, демонстрируется разрушенный и заброшенный Мидгар, развалины которого заросли травой.

### КомпиляцияFinal Fantasy VII
В мобильной игре Before Crisis, являющейся приквелом к FFVII, Мидгар становится зоной противостояния между сотрудниками «Син-Ра» и первыми членами «ЛАВИНЫ». Несколько Турков объединяют усилия с вооружёнными силами мегакорпорации, чтобы предотвратить исходящую от экотеррористов угрозу. По мере развития сюжета, повстанцы захватывают огромную пушку в Джуноне и едва не уничтожают Мидгар. В конечном итоге Туркам и «Син-Ра» удаётся разгромить «ЛАВИНУ», однако её идеалы перенимает новая ячейка повстанцев.
По сюжету анимационного фильма «Последняя фантазия VII: Дети пришествия» выжившие мидгарцы возводят на обломках мегаполиса новый город под названием Эдж. Со временем большая часть населения заражается болезнью геостигмой.
В сиквеле к FFVII Dirge of Cerberus выясняется, что хотя Риву Туэсти, Юффи Кисараги, Винсенту Валентайну и Туркам удалось эвакуировать население верхней плиты в трущобы Мидгара во время вызванной Сефиротом катастрофы, бури, порождённые сильной гравитацией, возникшей между «Метеором» и Планетой, разорвали большую часть верхней части города. Главными антагонистами игры являются члены таинственной организации Дипграунд, которые была созданы «Син-Ра» в рамках экспериментального военного проекта бывшего президента незадолго до его смерти. Мидгар становится полем битвы между Организацией по восстановлению мира во главе с Ривом Туэсти и войсками Дипграунда.
События Final Fantasy VII Remake — первой части запланированной трилогии ремейка FF VII — разворачиваются в Мидгаре. Повествование охватывает четверть сюжета оригинальной игры и завершается на побеге группы Клауда из Мидгара. В то время как в FFVII большинство районов верхней плиты было недоступно для исследования, в Remake игроки могут посетить эти места.

#### Другие появления
Также Мидгар появляется в различных проектах Final Fantasy, не относящихся к «Компиляции»: Final Fantasy VII G-Bike, Dissidia Final Fantasy и её сиквелах Dissidia 012 и Dissidia NT, Theatrhythm Final Fantasy и её сиквелах Curtain Call и Final Fantasy Airborne Brigade. За пределами франшизы Мидгар появляется в игровой серии Super Smash Bros. и играх Itadaki Street и Rampage Land Rankers.

## Восприятие
По мнению Джули Манси из Wired, город Мидгар, а также персонажи Клауд и Сефирот приобрели известность за пределами игровой индустрии. Стивен К. Хёрст из Ars Technica высказал предположение, что целое поколение игроков прониклось основной идеей Final Fantasy VII о вооружённом противостоянии представителей рабочего класса и «гиперкапиталистической машины, которая истощает планету ради получения всевозможной прибыли», коей является элита Мидгара. Рецензент добавил, что FFVII вдохновила некоторых игроков стать защитниками окружающей среды. Midgar Studios вдохновлялась культурой города Эдж при создании ролевой игры Edge of Eternity. Фанаты Final Fantasy VII неоднократно создавали миниатюрную версию Мидгара, в частности в играх Minecraft, и Second Life.
В своей статье для журнала Paste Гарри Макин назвал события вступительной части FFVII в Мидгаре самой запоминающейся частью игры. Из-за того, что город был построен в стилистике киберпанка, рецензент указал на его сходство с местом действия «Акиры» и «Бегущего по лезвию». Эту позицию разделял Константинос Димопулос из WireFrame, который описал Мидгар как место, которому удалось дать полное представление о вымышленной вселенной. Джейсон Фолкнер из GameRevolution похвалил Мидгар как образцовый сеттинг японской ролевой игры и «венец творения» серии Final Fantasy. Обозревателя PC Gamer Тома Сеньора восхитила «изумительная интерпретация индустриального общества, в котором что-то пошло не по плану» и «противоречивая сущность» мегаполиса.
Джо Джуба из Game Informer высоко оценил воссозданный Мидгар в Remake. Марти Слива из The Escapist поддержал решение разработчиков увеличить время пребывания партии в мегаполиса. По словам рецензента, это позволило ему «по-новому взглянуть на „Син-Ра“ и сам город», который состоял из отдельных районов и был полон множества людей, в отличие от «однообразного аморфного пузыря» из оригинала. EGMNOW по достоинству оценил роль Мидгара в повествовании, а также освещение проблем экотерроризма и войны. Надя Оксфорд из USGamer пришла к выводу, что визуальное обновление Мидгара в Remake даёт представление о том, как развитие инфраструктуры города вредит состоянию Планеты. Также обозреватель провела параллель по части «человеческих излишеств и высокомерия» между реальным и игровым мирами.
Destructoid разглядел в руинах Мидгара из «Детей пришествия» послание: в то время как жители города нашли в себе силы двигаться вперёд, Клауд оказался не в состоянии сделать это из-за психологической травмы из прошлого. Kotaku рассматривал руины Мидгара как олицетворение психологической депрессии, так как Страйф и выжившие жители города страдали от болезни, с которой невозможно было бороться физически.